# Rémi Geniet
Rémi Geniet (* 1992 in Montpellier) ist ein französischer Pianist.

## Leben
Remi Geniet studierte zunächst am Conservatoire de Montpellier bei Mireille Michaud und Susan Campbell. Danach studierte er an der École Normale de Musique de Paris bei Rena Shereshevskaya und am Conservatoire de Paris bei Brigitte Engerer. Dort erlangte er im Juni 2010 sein Diplom mit Auszeichnung und im April 2011 sein Konzertexamen ebenfalls mit Auszeichnung. Anregungen für seine musikalische Weiterentwicklung holte sich der Pianist u. a. in Meisterkursen bei François-René Duchâble, Giovanni Bellucci, Abdel Rahman El Bacha, Tatyana Pikayzen Gornostayeva und Wera Gornostajewa, einer emeritierten Professorin des Tschaikowsky-Konservatoriums.

## Auftritte
Rémi Geniet trat u. a. in renommierten Konzertsälen (so u. a. im Salle Cortot in Paris und im Carré d’Art in Nimes) und im Rahmen der Festivals Pianoscopein in Beauvais, Lisztomania in Châteauroux, Les Amis de la Musique in Vaison-la-Romaine und Rendez-vous du piano in Nizza auf. Er gab international bereits Konzerte in Frankreich, in der Schweiz, in Deutschland, in der Ukraine und in Polen.
Bereits im Alter von 14 Jahren spielte er das Klavierkonzert von Robert Schumann an der Opéra de Montpellier.
Als Kammermusiker begleitet er u. a. Charlotte-Bridoux Sallust, Honorine Schaeffer, Raphaël Sévère, Ishmael Moragues Margain und Alexander Bendersky.

## Auszeichnungen
Rémi Geniet gewann 2010 den Horowitz International Competition in Kiew und 2011 den Prix du Piano Interlaken Classics in Bern. Im gleichen Jahr war er ebenfalls Preisträger des International Telekom Beethoven Competition Bonn.
2013 gewann er den 2. Preis des Reine Elisabeth Wettbewerbs in Brüssel.